# Hyperbolische SOM
| QS-Informatik | Dieser Artikel wurde wegen inhaltlicher Mängel auf der Qualitätssicherungsseite der Redaktion Informatik eingetragen. Dies geschieht, um die Qualität der Artikel aus dem Themengebiet Informatik auf ein akzeptables Niveau zu bringen. Hilf mit, die inhaltlichen Mängel dieses Artikels zu beseitigen, und beteilige dich an der Diskussion! (+) |

Die Hyperbolische SOM  – in Langform „die Hyperbolische Self-Organizing Map“ – ist eine Erweiterung der sogenannten selbstorganisierenden Karte, bei der das Neuronengitter in einen hyperbolischen Raum eingebettet wird. Damit wird der Versuch unternommen, einen bestimmten Ansatz im Rahmen der Theorie der künstlichen neuronalen Netze zu verfolgen, um für ein bestimmtes neuroinformatisches Informationsverarbeitungsproblem eine Lösung zu entwickeln.
Der Ansatz soll die Verarbeitung von Daten ermöglichen, welche beispielsweise eine Baumstruktur aufweisen und daher einen exponentiell wachsenden Raum benötigen. Im Vergleich zum hyperbolischen Raum könnte ein euklidischer Raum, in welchem die SOM benutzt werden würde, die vorangehend genannte Anforderung nicht erfüllen.